# Cikedung (Cikedung)
Cikedung is een bestuurslaag in het regentschap Indramayu van de provincie West-Java, Indonesië. Cikedung telt 7495 inwoners (volkstelling 2010).